# Liste der Länderspiele der sierra-leonischen Fußballnationalmannschaft

Logo der Sierra Leone Football Association

Diese Liste enthält alle von der FIFA anerkannten Länderspiele der sierra-leonischen Fußballnationalmannschaft.

## Vor der Unabhängigkeit (27. April 1961)
| Datum und Austragungsort | Heimmannschaft                       | Gastmannschaft                       | Resultat | Anlass             | Bemerkungen                  |
| ------------------------ | ------------------------------------ | ------------------------------------ | -------- | ------------------ | ---------------------------- |
| 10.08.1949               | Kolonie und Protektorat Sierra Leone | Niger-Küsten-Protektorat             | 0:2      | Freundschaftsspiel | Erstes Länderspiel überhaupt |
| 1954                     | Goldküste                            | Kolonie und Protektorat Sierra Leone | 2:0      | Freundschaftsspiel | [ 1 ]                        |

## Seit der Unabhängigkeit

### 1961 bis 1969
| Datum und Austragungsort | Heimmannschaft | Gastmannschaft | Resultat | Anlass             | Bemerkungen |
| ------------------------ | -------------- | -------------- | -------- | ------------------ | --- |
| 12.11.1966 in Freetown   | Sierra Leone   | Liberia        | 1:1      | Freundschaftsspiel | Erstes Länderspiel gegen einen unabhängigen Staat Erstes Länderspiel gegen Liberia Erster Punktgewinn bei einem Länderspiel |
| 19.11.1966 in Monrovia   | Liberia        | Sierra Leone   | 2:0      | Freundschaftsspiel | |
| 14.10.1967               | Sierra Leone   | Nigeria        | 1:1      | Freundschaftsspiel | Erstes Länderspiel gegen Nigeria                                                                                            |
| 27.01.1968               | Nigeria        | Sierra Leone   | 4:1      | Freundschaftsspiel | |
| 16.11.1968 in Freetown   | Sierra Leone   | Gambia         | 2:1      | Freundschaftsspiel | Erstes Länderspiel gegen Gambia                                                                                             |

### 1970 bis 1979
| Datum und Austragungsort | Heimmannschaft | Gastmannschaft | Resultat | Anlass                                             | Bemerkungen                                                                                |
| ------------------------ | -------------- | -------------- | -------- | -------------------------------------------------- | ------------------------------------------------------------------------------------------ |
| 13.01.1971 in Freetown   | Sierra Leone   | Deutschland    | 0:1      | Freundschaftsspiel                                 | Erstes Länderspiel gegen ein nicht-afrikanisches Team Erstes Länderspiel gegen Deutschland |
| 30.01.1971 in Freetown   | Sierra Leone   | Ghana          | 2:1      | Freundschaftsspiel                                 |                                                                                            |
| 30.01.1971 in Accra      | Ghana          | Sierra Leone   | 2:1      | Freundschaftsspiel                                 |                                                                                            |
| 13.02.1971 in Lagos      | Nigeria        | Sierra Leone   | 1:0      | Freundschaftsspiel                                 |                                                                                            |
| 24.04.1971 in Freetown   | Sierra Leone   | Gambia         | 3:1      | Freundschaftsspiel                                 |                                                                                            |
| 04.12.1972               | Sierra Leone   | Nigeria        | 0:1      | Freundschaftsspiel                                 |                                                                                            |
| 15.10.1972 in Freetown   | Sierra Leone   | Elfenbeinküste | 0:1      | Qualifikation zur Fußball-Weltmeisterschaft 1974   | Erstes Länderspiel gegen die Elfenbeinküste                                                |
| 29.10.1972 in Abidjan    | Elfenbeinküste | Sierra Leone   | 2:0      | Qualifikation zur Fußball-Weltmeisterschaft 1974   |                                                                                            |
| 16.09.1973 in Freetown   | Sierra Leone   | Mali           | 1:1      | Qualifikation zum Afrika-Cup 1974                  | Erstes Länderspiel gegen Mali                                                              |
| 30.09.1973 in Bamako     | Mali           | Sierra Leone   | 4:2      | Qualifikation zum Afrika-Cup 1974                  |                                                                                            |
| 05.04.1974 in Peking     | China          | Sierra Leone   | 4:1      | Freundschaftsspiel                                 | Erstes Länderspiel außerhalb Afrikas Erstes Länderspiel gegen die Volksrepublik China      |
| 07.03.1976 in Freetown   | Sierra Leone   | Niger          | 5:1      | Qualifikation zur Fußball-Weltmeisterschaft 1978   | Erstes Länderspiel gegen den Niger                                                         |
| 21.03.1976 in Freetown   | Niger          | Sierra Leone   | 2:1      | Qualifikation zur Fußball-Weltmeisterschaft 1978   |                                                                                            |
| 08.07.1976 in Zomba      | Malawi         | Sierra Leone   | 4:2      | Freundschaftsspiel                                 | Erstes Länderspiel gegen Malawi                                                            |
| 06.07.1978 in Lilongwe   | Malawi         | Sierra Leone   | 5:0      | Freundschaftsspiel                                 |                                                                                            |
| 16.10.1976 in Freetown   | Sierra Leone   | Nigeria        | 0:0      | Qualifikation zur Fußball-Weltmeisterschaft 1978   |                                                                                            |
| 30.10.1976 in Lagos      | Nigeria        | Sierra Leone   | 6:2      | Qualifikation zur Fußball-Weltmeisterschaft 1978   |                                                                                            |
| 18.09.1977 in Freetown   | Sierra Leone   | Nigeria        | 1:1      | Qualifikation zur Fußball-Afrikameisterschaft 1978 |                                                                                            |
| 02.10.1977 in Lagos      | Nigeria        | Sierra Leone   | 2:0      | Qualifikation zur Fußball-Afrikameisterschaft 1978 |                                                                                            |

### 1980 bis 1989
| Datum und Austragungsort   | Heimmannschaft      | Gastmannschaft | Resultat        | Anlass                                           | Bemerkungen                            |  |
| -------------------------- | ------------------- | -------------- | --------------- | ------------------------------------------------ | -------------------------------------- |  |
| 06.01.1980 in Freetown     | Sierra Leone        | Ghana          | 2:4             | Freundschaftsspiel                               |                                        |  |
| 31.5.1980 in Freetown      | Sierra Leone        | Algerien       | 2:2             | Qualifikation zur Fußball-Weltmeisterschaft 1982 | Erstes Länderspiel gegen Algerien      |  |
| 13. Juni 1980 in Oran      | Algerien            | Sierra Leone   | 3:1             | Qualifikation zur Fußball-Weltmeisterschaft 1982 |                                        |  |
| 11.02.1982 in Praia        | Sierra Leone        | Guinea-Bissau  | 2:1             | Amílcar-Cabral-Cup 1982                          | Erstes Länderspiel gegen Guinea-Bissau |  |
| 07.11.1982                 | Liberia             | Sierra Leone   | 1:0             | Freundschaftsspiel                               |                                        |  |
| 06.02.1983 in Freetown     | Sierra Leone        | Gambia         | 0:1             | Qualifikation zum CEDEAO Cup 1983                |                                        |  |
| 20.02.1983                 | Gambia              | Sierra Leone   | 0:1             | Qualifikation zum CEDEAO Cup 1983                |                                        |  |
| 17.04.1983                 | Sierra Leone        | Jordanien      | 2:1             | Freundschaftsspiel                               | Erstes Länderspiel gegen Jordanien     |  |
| 21.07.1983 in Nouakchott   | Mali                | Sierra Leone   | 3:1             | Amílcar-Cabral-Cup 1983                          |                                        |  |
| 23.07.1983 in Nouakchott   | Mauretanien         | Sierra Leone   | 1:0             | Amílcar-Cabral-Cup 1983                          | Erstes Länderspiel gegen Mauretanien   |  |
| 25.07.1983 in Nouakchott   | Sierra Leone        | Kap Verde      | 1:0             | Amílcar-Cabral-Cup 1983                          | Erstes Länderspiel gegen Kap Verde     |  |
| 02.01.1984                 | Sierra Leone        | Mauretanien    | 1:0             | Freundschaftsspiel                               |                                        |  |
| 04.01.1984                 | Gambia              | Sierra Leone   | 1:0             | Freundschaftsspiel                               |                                        |  |
| 08.01.1984 in Yamoussoukro | Elfenbeinküste      | Sierra Leone   | 1:0             | Freundschaftsspiel                               |                                        |  |
| 08.02.1984 in Freetown     | Sierra Leone        | Kap Verde      | 2:0             | Amílcar-Cabral-Cup 1984                          |                                        |  |
| 16.02.1984 in Freetown     | Sierra Leone        | Mali           | 4:2 n. E. (0:0) | Amílcar-Cabral-Cup 1984                          |                                        |  |
| 30.06.1984 in Freetown     | Sierra Leone        | Marokko        | 0:1             | Qualifikation zur Fußball-Weltmeisterschaft 1986 | Erstes Länderspiel gegen Marokko       |  |
| 15.07.1984 in Rabat        | Marokko             | Sierra Leone   | 4:0             | Qualifikation zur Fußball-Weltmeisterschaft 1986 |                                        |  |
| 18.11.1984 in Banjul       | Gambia              | Sierra Leone   | 3:2             | Qualifikation zum Afrika-Cup 1986                |                                        |  |
| 02.12.1984 in Freetown     | Sierra Leone        | Gambia         | 2:0             | Qualifikation zum Afrika-Cup 1986                |                                        |  |
| 11.02.1985 in Banjul       | Guinea-Bissau       | Sierra Leone   | 0:0             | Amílcar-Cabral-Cup 1985                          |                                        |  |
| 13.02.1985 in Banjul       | Sierra Leone        | Kap Verde      | 2:2             | Amílcar-Cabral-Cup 1985                          |                                        |  |
| 15.02.1985 in Banjul       | Gambia              | Sierra Leone   | 1:1             | Amílcar-Cabral-Cup 1985                          |                                        |  |
|                            | 02.02.1986 in Dakar | Sierra Leone   | Mauretanien     | 1:0                                              | Amílcar-Cabral-Cup 1986                |  |
| 04.02.1986 in Dakar        | Sierra Leone        | Gambia         | 2:1             | Amílcar-Cabral-Cup 1986                          |                                        |  |
| 06.02.1986 in Dakar        | Sierra Leone        | Guinea-Bissau  | 3:2             | Amílcar-Cabral-Cup 1986                          |                                        |  |
| 05.10.1986 in Freetown     | Sierra Leone        | Liberia        | 2:1             | Qualifikation zum Afrika-Cup 1988                |                                        |  |
| 19.10.1986 in Monrovia     | Liberia             | Sierra Leone   | 1:1             | Qualifikation zum Afrika-Cup 1988                |                                        |  |
| 27.02.1987 in Conakry      | Sierra Leone        | Kap Verde      | 2:0             | Amílcar-Cabral-Cup 1987                          |                                        |  |
| 01.03.1987 in Conakry      | Mali                | Sierra Leone   | 4:1 n. E. (0:0) | Amílcar-Cabral-Cup 1987                          |                                        |  |
| 30.03.1987 in Accra        | Ghana               | Sierra Leone   | 1:2             | Qualifikation zum Afrika-Cup 1988                |                                        |  |
| 11.04.1987 in Freetown     | Sierra Leone        | Ghana          | 0:0             | Qualifikation zum Afrika-Cup 1988                |                                        |  |
| 04.07.1987 in Lagos        | Nigeria             | Sierra Leone   | 3:0             | Qualifikation zum Afrika-Cup 1988                |                                        |  |
| 18.07.1987 in Freetown     | Sierra Leone        | Nigeria        | 2:0             | Qualifikation zum Afrika-Cup 1988                |                                        |  |
| 28.04.1988 in Bissau       | Guinea-Bissau       | Sierra Leone   | 0:0             | Amílcar-Cabral-Cup 1988                          |                                        |  |
| 30.04.1988 in Bissau       | Sierra Leone        | Gambia         | 3:1             | Amílcar-Cabral-Cup 1988                          |                                        |  |
| 25.05.1989 in Bamako       | Sierra Leone        | Mauretanien    | 2:1             | Amílcar-Cabral-Cup 1989                          |                                        |  |
| 02.06.1989 in Bamako       | Mali                | Sierra Leone   | 1:0             | Amílcar-Cabral-Cup 1989                          |                                        |  |
| 03.06.1989 in Bamako       | Kap Verde           | Sierra Leone   | 1:0             | Amílcar-Cabral-Cup 1989                          |                                        |  |

### 1990 bis 1999
| Datum und Austragungsort   | Heimmannschaft | Gastmannschaft | Resultat         | Anlass                                           | Bemerkungen                                 |
| -------------------------- | -------------- | -------------- | ---------------- | ------------------------------------------------ | ------------------------------------------- |
| 01.09.1990 in Freetown     | Sierra Leone   | Kamerun        | 1:1              | Qualifikation zum Afrika-Cup 1992                | Erstes Länderspiel gegen Kamerun            |
| 14.04.1991 in Bamako       | Mali           | Sierra Leone   | 1:1              | Qualifikation zum Afrika-Cup 1992                |                                             |
| 14.07.1991 in Yaoundé      | Kamerun        | Sierra Leone   | 1:0              | Qualifikation zum Afrika-Cup 1992                |                                             |
| 28.07.1991 in Freetown     | Sierra Leone   | Mali           | 2:0              | Qualifikation zum Afrika-Cup 1992                |                                             |
| 26.11.1991 in Dakar        | Sierra Leone   | Mali           | 1:1              | Amílcar-Cabral-Cup 1991                          |                                             |
| 28.11.1991 in Dakar        | Sierra Leone   | Gambia         | 0:0              | Amílcar-Cabral-Cup 1991                          |                                             |
| 30.11.1991 in Dakar        | Kap Verde      | Sierra Leone   | 5:4 n. E. (0:0)  | Amílcar-Cabral-Cup 1991                          |                                             |
| 30.08.1992 in Freetown     | Sierra Leone   | Algerien       | 1:0              | Qualifikation zum Afrika-Cup 1994                |                                             |
| 04.10.1992 in Bissau       | Guinea-Bissau  | Sierra Leone   | 0:3              | Qualifikation zum Afrika-Cup 1994                |                                             |
| 09.04.1993 in Annaba       | Algerien       | Sierra Leone   | 3:0              | Qualifikation zum Afrika-Cup 1994                |                                             |
| 24.04.1993 in Freetown     | Sierra Leone   | Guinea-Bissau  | 2:0              | Qualifikation zum Afrika-Cup 1994                |                                             |
| 28.11.1993 in Freetown     | Sierra Leone   | Ghana          | 2:3              | Amílcar-Cabral-Cup 1993                          |                                             |
| 30.11.1993 in Freetown     | Sierra Leone   | Gambia         | 1:1              | Amílcar-Cabral-Cup 1993                          |                                             |
| 03.12.1993 in Freetown     | Sierra Leone   | Mali           | 3:1              | Amílcar-Cabral-Cup 1993                          |                                             |
| 27.03.1994 in Sousse       | Elfenbeinküste | Sierra Leone   | 4:0              | Afrika-Cup 1994                                  |                                             |
| 04.09.1994 in Accra        | Ghana          | Sierra Leone   | 4:1              | Qualifikation zum Afrika-Cup 1996                |                                             |
| 16.10.1994 in Freetown     | Sierra Leone   | Republik Kongo | 3:2              | Qualifikation zum Afrika-Cup 1996                | Erstes Länderspiel gegen die Republik Kongo |
| 13.11.1994 in Niamey       | Niger          | Sierra Leone   | 4:2              | Qualifikation zum Afrika-Cup 1996                |                                             |
| 07.01.1995 in Freetown     | Sierra Leone   | Gambia         | 2:0              | Qualifikation zum Afrika-Cup 1996                |                                             |
| 08.04.1995 in Freetown     | Sierra Leone   | Ghana          | 1:0              | Qualifikation zum Afrika-Cup 1996                |                                             |
| 22.04.1995 in Brazzaville  | Republik Kongo | Sierra Leone   | 0:2              | Qualifikation zum Afrika-Cup 1996                |                                             |
| 26.04.1995 in Abidjan      | Elfenbeinküste | Sierra Leone   | 4:0              | Freundschaftsspiel                               |                                             |
| 03.06.1995 in Freetown     | Sierra Leone   | Niger          | 5:1              | Qualifikation zum Afrika-Cup 1996                |                                             |
| 22.10.1995 in Libreville   | Gabun          | Sierra Leone   | 1:0              | Freundschaftsspiel                               | Erstes Länderspiel gegen Gabun              |
| 12.11.1995 in Accra        | Ghana          | Sierra Leone   | 2:0              | Freundschaftsspiel                               |                                             |
| 20.11.1995 in Nouakchott   | Sierra Leone   | Guinea-Bissau  | 2:0              | Amílcar-Cabral-Cup 1995                          |                                             |
| 25.11.1995 in Nouakchott   | Sierra Leone   | Kap Verde      | 2:0              | Amílcar-Cabral-Cup 1995                          |                                             |
| 28.11.1995 in Nouakchott   | Mauretanien    | Sierra Leone   | 2:4 n. E. (0:0.) | Amílcar-Cabral-Cup 1995                          |                                             |
| 17.12.1995 in Freetown     | Sierra Leone   | Liberia        | 1:0              | Freundschaftsspiel                               |                                             |
| 06.01.1996 in Freetown     | Sierra Leone   | Liberia        | 2:1              | Freundschaftsspiel                               |                                             |
| 15.01.1996 in Bloemfontein | Burkina Faso   | Sierra Leone   | 1:2              | Afrika-Cup 1992                                  | Erstes Länderspiel gegen Burkina Faso       |
| 18.01.1996 in Bloemfontein | Algerien       | Sierra Leone   | 2:0              | Afrika-Cup 1996                                  |                                             |
| 02.06.1996 in Bujumbura    | Burundi        | Sierra Leone   | 1:0              | Qualifikation zur Fußball-Weltmeisterschaft 1998 | Erstes Länderspiel gegen Burundi            |
| 03.06.1996 in Freetown     | Sierra Leone   | Niger          | 5:1              |                                                  |                                             |
| 15.06.1996 in Freetown     | Sierra Leone   | Burundi        | 0:1              | Qualifikation zur Fußball-Weltmeisterschaft 1998 |                                             |
| 09.11.1996 in Rabat        | Marokko        | Sierra Leone   | 4:0              | Qualifikation zur Fußball-Weltmeisterschaft 1998 |                                             |
| 11.01.1997 in Freetown     | Sierra Leone   | Gabun          | 1:0              | Qualifikation zur Fußball-Weltmeisterschaft 1998 |                                             |
| 05.04.1997 in Freetown     | Sierra Leone   | Ghana          | 1:1              | Qualifikation zur Fußball-Weltmeisterschaft 1998 |                                             |
| 26.04.1997 in Freetown     | Sierra Leone   | Marokko        | 0:1              | Qualifikation zur Fußball-Weltmeisterschaft 1998 |                                             |
| 07.08.1997 in Obuasi       | Ghana          | Sierra Leone   | 0:2              | Qualifikation zur Fußball-Weltmeisterschaft 1998 |                                             |
| 29.11.1997 in Banjul       | Sierra Leone   | Guinea-Bissau  | 2:1              | Amílcar-Cabral-Cup 1997                          |                                             |
| 03.12.1997 in Banjul       | Mali           | Sierra Leone   | 1:1              | Amílcar-Cabral-Cup 1997                          |                                             |
| 03.10.1998 in Rabat        | Marokko        | Sierra Leone   | 3:0              | Qualifikation zum Afrika-Cup 2000                |                                             |
| 04.12.1999 in Banjul       | Gambia         | Sierra Leone   | 0:0              | Freundschaftsspiel                               |                                             |

### 2000 bis 2009
| Datum und Austragungsort  | Heimmannschaft        | Gastmannschaft        | Resultat | Anlass                                           | Bemerkungen                                    |
| ------------------------- | --------------------- | --------------------- | -------- | ------------------------------------------------ | ---------------------------------------------- |
| 09.04.2000 in São Tomé    | São Tomé und Príncipe | Sierra Leone          | 2:0      | Qualifikation zur Fußball-Weltmeisterschaft 2002 | Erstes Länderspiel gegen São Tomé und Príncipe |
| 22.04.2000 in Freetown    | Sierra Leone          | São Tomé und Príncipe | 4:0      | Qualifikation zur Fußball-Weltmeisterschaft 2002 |                                                |
| 06.05.2000 in Praia       | Kap Verde             | Sierra Leone          | 1:0      | Amílcar-Cabral-Cup 2000                          |                                                |
| 08.05.2000 in Praia       | Gambia                | Sierra Leone          | 2:2      | Amílcar-Cabral-Cup 2000                          |                                                |
| 17.06.2000 in Lagos       | Nigeria               | Sierra Leone          | 2:0      | Qualifikation zur Fußball-Weltmeisterschaft 2002 |                                                |
| 09.07.2000 in Accra       | Ghana                 | Sierra Leone          | 5:0      | Qualifikation zur Fußball-Weltmeisterschaft 2002 |                                                |
| 25.02.2001 in Paynesville | Liberia               | Sierra Leone          | 1:0      | Qualifikation zur Fußball-Weltmeisterschaft 2002 |                                                |
| 21.04.2001 in Freetown    | Sierra Leone          | Nigeria               | 1:0      | Qualifikation zur Fußball-Weltmeisterschaft 2002 |                                                |
| 05.05.2001 in Freetown    | Sierra Leone          | Ghana                 | 1:1      | Qualifikation zur Fußball-Weltmeisterschaft 2002 |                                                |
| 16.06.2001 in Freetown    | Sierra Leone          | Gambia                | 1:1      | Freundschaftsspiel                               |                                                |
| 14.07.2001 in Freetown    | Sierra Leone          | Liberia               | 0:1      | Qualifikation zur Fußball-Weltmeisterschaft 2002 |                                                |
| 25.08.2002 in Banjul      | Gambia                | Sierra Leone          | 1:0      | Freundschaftsspiel                               |                                                |
| 08.09.2002 in Malabo      | Äquatorialguinea      | Sierra Leone          | 1:3      | Qualifikation zum Afrika-Cup 2004                | Erstes Länderspiel gegen Äquatorialguinea      |
| 19.10.2002 in Freetown    | Sierra Leone          | Ghana                 | 2:1      | Freundschaftsspiel                               |                                                |
| 10.12.2002 in Freetown    | Sierra Leone          | Gabun                 | 2:0      | Qualifikation zum Afrika-Cup 2004                |                                                |
| 29.03.2003 in Freetown    | Sierra Leone          | Marokko               | 0:0      | Qualifikation zum Afrika-Cup 2004                |                                                |
| 08.06.2003 in Casablanca  | Marokko               | Sierra Leone          | 1:0      | Qualifikation zum Afrika-Cup 2004                |                                                |
| 22.06.2003 in Freetown    | Sierra Leone          | Äquatorialguinea      | 2:0      | Qualifikation zum Afrika-Cup 2004                |                                                |
| 06.07.2003 in Libreville  | Gabun                 | Sierra Leone          | 2:0      | Qualifikation zum Afrika-Cup 2004                |                                                |
| 12.10.2003 in Brazzaville | Republik Kongo        | Sierra Leone          | 1:0      | Qualifikation zur Fußball-Weltmeisterschaft 2006 |                                                |
| 16.11.2003 in Freetown    | Sierra Leone          | Republik Kongo        | 1:1      | Qualifikation zur Fußball-Weltmeisterschaft 2006 |                                                |
| 10.06.2005 in Freetown    | Sierra Leone          | Liberia               | 2:0      | Freundschaftsspiel                               |                                                |
| 12.06.2005 in Freetown    | Sierra Leone          | Gambia                | 1:0      | Freundschaftsspiel                               |                                                |
| 20.11.2005 in Conakry     | Guinea-Bissau         | Sierra Leone          | 1:1      | Amílcar-Cabral-Cup 2005                          |                                                |
| 03.09.2006 in Freetown    | Sierra Leone          | Mali                  | 0:0      | Qualifikation zum Afrika-Cup 2008                |                                                |
| 08.10.2006 in Cotonou     | Benin                 | Sierra Leone          | 2:0      | Qualifikation zum Afrika-Cup 2008                | Erstes Länderspiel gegen Benin                 |
| 17.06.2007                | Mali                  | Sierra Leone          | 6:0      | Qualifikation zum Afrika-Cup 2008                |                                                |
| 12.10.2007 in Freetown    | Sierra Leone          | Benin                 | 0:2      | Qualifikation zum Afrika-Cup 2008                |                                                |
| 17.10.2007 in Freetown    | Sierra Leone          | Guinea-Bissau         | 1:0      | Qualifikation zur Fußball-Weltmeisterschaft 2010 |                                                |
| 17.11.2007 in Bissau      | Guinea-Bissau         | Sierra Leone          | 0:0      | Qualifikation zur Fußball-Weltmeisterschaft 2010 |                                                |
| 02.12.2007 in Bissau      | Guinea-Bissau         | Sierra Leone          | 2:0      | Amílcar-Cabral-Cup 2007                          |                                                |
| 23.12.2007 in Bakau       | Gambia                | Sierra Leone          | 2:1      | Freundschaftsspiel                               |                                                |
| 01.05.2008 in Paynesville | Liberia               | Sierra Leone          | 3:1      | Freundschaftsspiel                               |                                                |
| 01.06.2008 in Malabo      | Äquatorialguinea      | Sierra Leone          | 2:0      | Qualifikation zur Fußball-Weltmeisterschaft 2010 |                                                |
| 07.06.2008 in Freetown    | Sierra Leone          | Nigeria               | 0:1      | Qualifikation zur Fußball-Weltmeisterschaft 2010 |                                                |
| 14.06.2008 in Freetown    | Sierra Leone          | Südafrika             | 1:0      | Qualifikation zur Fußball-Weltmeisterschaft 2010 | Erstes Länderspiel gegen Südafrika             |
| 21.06.2008 in Pretoria    | Südafrika             | Sierra Leone          | 0:0      | Qualifikation zur Fußball-Weltmeisterschaft 2010 |                                                |
| 06.09.2008 in Freetown    | Sierra Leone          | Äquatorialguinea      | 2:1      | Qualifikation zur Fußball-Weltmeisterschaft 2010 |                                                |
| 11.10.2008 in Abuja       | Nigeria               | Sierra Leone          | 4:1      | Qualifikation zur Fußball-Weltmeisterschaft 2010 |                                                |
| 05.06.2009 in Damaskus    | Syrien                | Sierra Leone          | 6:0      | Freundschaftsspiel                               | Erstes Länderspiel gegen Syrien                |

### 2010 bis 2019
| Datum und Austragungsort        | Heimmannschaft               | Gastmannschaft               | Resultat  | Anlass                                                     | Bemerkungen                                               |
| ------------------------------- | ---------------------------- | ---------------------------- | --------- | ---------------------------------------------------------- | --------------------------------------------------------- |
| 05.09.2010 in Kairo             | Ägypten                      | Sierra Leone                 | 1:1       | Qualifikation zum Afrika-Cup 2012                          | Erstes Länderspiel gegen Ägypten                          |
| 10.10.2010 in Freetown          | Sierra Leone                 | Südafrika                    | 0:0       | Qualifikation zum Afrika-Cup 2012                          |                                                           |
| 09.02.2011 in Lagos             | Nigeria                      | Sierra Leone                 | 2:1       | Freundschaftsspiel                                         |                                                           |
| 27.03.2011 in Niamey            | Niger                        | Sierra Leone                 | 3:1       | Qualifikation zum Afrika-Cup 2012                          |                                                           |
| 04.06.2011 in Freetown          | Sierra Leone                 | Niger                        | 1:0       | Qualifikation zum Afrika-Cup 1996                          |                                                           |
| 03.09.2011 in Freetown          | Sierra Leone                 | Ägypten                      | 2:1       | Qualifikation zum Afrika-Cup 2012                          |                                                           |
| 08.10.2011 in Port Elizabeth    | Südafrika                    | Sierra Leone                 | 0:0       | Qualifikation zum Afrika-Cup 2012                          |                                                           |
| 14.01.2012 in Cabinda           | Angola                       | Sierra Leone                 | 3:1       | Freundschaftsspiel                                         | Erstes Länderspiel gegen Angola                           |
| 29.04.2012 in São Tomé          | São Tomé und Príncipe        | Sierra Leone                 | 2:1       | Qualifikation zum Afrika-Cup 2014                          |                                                           |
| 06.05.2012                      | Jordanien                    | Sierra Leone                 | 4:0       | Freundschaftsspiel                                         |                                                           |
| 23.05.2012                      | Irak                         | Sierra Leone                 | 1:0       | Freundschaftsspiel                                         | Erstes Länderspiel gegen Irak                             |
| 02.06.2012 in Freetown          | Sierra Leone                 | Kap Verde                    | 2:1       | Qualifikation zur Fußball-Weltmeisterschaft 2014           |                                                           |
| 09.06.2012 in Malabo            | Äquatorialguinea             | Sierra Leone                 | 2:2       | Qualifikation zur Fußball-Weltmeisterschaft 2014           |                                                           |
| 15.06.2013 in Praia             | Kap Verde                    | Sierra Leone                 | 1:0       | Qualifikation zur Fußball-Weltmeisterschaft 2014           |                                                           |
| 29.04.2012 in Freetown          | Sierra Leone                 | São Tomé und Príncipe        | 4:2       | Qualifikation zum Afrika-Cup 2014                          |                                                           |
| 07.09.2013 in Freetown          | Sierra Leone                 | Äquatorialguinea             | 3:2       | Qualifikation zur Fußball-Weltmeisterschaft 2014           |                                                           |
| 19.07.2014 in Freetown          | Sierra Leone                 | Seychellen                   | 2:0       | Qualifikation zum Afrika-Cup 2015                          |                                                           |
| 06.09.2014 in Abidjan           | Elfenbeinküste               | Sierra Leone                 | 2:1       | Qualifikation zum Afrika-Cup 2015                          |                                                           |
| 10.09.2014 in Lubumbashi        | Sierra Leone                 | Demokratische Republik Kongo | 0:2       | Qualifikation zum Afrika-Cup 2015                          | Erstes Länderspiel gegen die Demokratische Republik Kongo |
| 11.10.2014 in Yaoundé           | Sierra Leone                 | Kamerun                      | 1:1       | Qualifikation zum Afrika-Cup 2015                          |                                                           |
| 15.10.2014 in Yaoundé           | Kamerun                      | Sierra Leone                 | 2:0       | Qualifikation zum Afrika-Cup 2015                          |                                                           |
| 14.11.2014 in Abidjan           | Sierra Leone                 | Elfenbeinküste               | 1:5       | Qualifikation zum Afrika-Cup 2015                          |                                                           |
| 19.11.2014 in Kinshasa          | Demokratische Republik Kongo | Sierra Leone                 | 3:1       | Qualifikation zum Afrika-Cup 2015                          |                                                           |
| 21.06.2015 in Nouakchott        | Mauretanien                  | Sierra Leone                 | 2:1       | Qualifikation zur Afrikanischen Nationenmeisterschaft 2016 |                                                           |
| 27.06.2015 in Nouakchott        | Sierra Leone                 | Mauretanien                  | 0:2       | Qualifikation zur Afrikanischen Nationenmeisterschaft 2016 |                                                           |
| 06.09.2015 in Port Harcourt     | Sierra Leone                 | Elfenbeinküste               | 0:0       | Qualifikation zum Afrika-Cup 2017                          |                                                           |
| 22.03.2016 in Freetown          | Sierra Leone                 | Malawi                       | 1:1       | Freundschaftsspiel                                         |                                                           |
| 25.03.2016 in Franceville       | Gabun                        | Sierra Leone                 | 2:1       | Freundschaftsspiel                                         |                                                           |
| 28.03.2016 in Freetown          | Sierra Leone                 | Gabun                        | 1:0       | Freundschaftsspiel                                         |                                                           |
| 04.06.2016 in Freetown          | Sierra Leone                 | Sudan                        | 1:0       | Qualifikation zur Fußball-Afrikameisterschaft 2017         |                                                           |
| 03.09.2016 in Bouaké            | Elfenbeinküste               | Sierra Leone                 | 1:1       | Qualifikation zur Fußball-Afrikameisterschaft 2017         |                                                           |
| 05.06.2017 in Monrovia          | Liberia                      | Sierra Leone                 | 1:0       | Freundschaftsspiel                                         |                                                           |
| 10.06.2017 in Freetown*         | Sierra Leone                 | Kenia                        | 2:1       | Qualifikation zur Fußball-Afrikameisterschaft 2019         | Erstes Länderspiel gegen Kenia                            |
| 15.07.2017 in Freetown          | Sierra Leone                 | Senegal                      | 1:1       | Freundschaftsspiel                                         |                                                           |
| 22.07.2017 in Dakar             | Senegal                      | Sierra Leone                 | 3:1       | Freundschaftsspiel                                         |                                                           |
| 11.09.2017 in Cape Coast, Ghana | Nigeria                      | Sierra Leone                 | 2:0 (0:0) | WAFU Cup of Nations 2017                                   |                                                           |
| 17.03.2018 in Teheran           | Iran                         | Sierra Leone                 | 4:0       | Freundschaftsspiel                                         | Erstes Länderspiel gegen den Iran                         |
| 09.09.2018 in Awassa*           | Äthiopien                    | Sierra Leone                 | 1:0       | Qualifikation zur Fußball-Afrikameisterschaft 2019         | Erstes Länderspiel gegen Äthiopien                        |
| 04.09.2019 in Monrovia          | Liberia                      | Sierra Leone                 | 3:1       | Qualifikation zur Fußball-Weltmeisterschaft 2022           |                                                           |
| 08.09.2019 in Freetown          | Sierra Leone                 | Liberia                      | 1:0       | Qualifikation zur Fußball-Weltmeisterschaft 2022           |                                                           |
| 13.11.2019 in Freetown          | Sierra Leone                 | Lesotho                      | 1:1       | Qualifikation zur Fußball-Afrikameisterschaft 2021         | Erstes Länderspiel gegen Lesotho                          |
| 17.11.2019 in Porto-Novo        | Benin                        | Sierra Leone                 | 1:0       | Qualifikation zur Fußball-Afrikameisterschaft 2021         |                                                           |

* Rückwirkend annulliert, nachdem der Fußballverband Sierra Leones von der FIFA suspendiert wurde.

### Seit 2020
| Datum und Austragungsort  | Heimmannschaft        | Gastmannschaft        | Resultat  | Anlass                                                     | Bemerkungen                          |
| ------------------------- | --------------------- | --------------------- | --------- | ---------------------------------------------------------- | ------------------------------------ |
| 09.10.2020 in Nouakchott  | Mauretanien           | Sierra Leone          | 2:1       | Freundschaftsspiel                                         |                                      |
| 13.11.2020 Benin-Stadt    | Nigeria               | Sierra Leone          | 4:4       | Qualifikation zur Fußball-Afrikameisterschaft 2022         |                                      |
| 17.11.2020 in Freetown    | Sierra Leone          | Nigeria               | 0:0       | Qualifikation zur Fußball-Afrikameisterschaft 2022         |                                      |
| 27.03.2021 in Maseru      | Lesotho               | Sierra Leone          | 0:0       | Qualifikation zur Fußball-Afrikameisterschaft 2022         |                                      |
| 15.06.2021 in Freetown    | Sierra Leone          | Benin                 | 1:0       | Qualifikation zur Fußball-Afrikameisterschaft 2022         |                                      |
| 26.08.2021 in Addis Abeba | Äthiopien             | Sierra Leone          | 0:0       | Freundschaftsspiel                                         |                                      |
| 06.10.2021 in Rabat       | Südsudan              | Sierra Leone          | 1:1       | Freundschaftsturnier in Marokko                            | Erstes Länderspiel gegen Südsudan    |
| 13.11.2021 in Sapanca     | Sierra Leone          | Komoren               | 0:2       | Freundschaftsspiel                                         | Erstes Länderspiel gegen die Komoren |
| 11.01.2022 in Douala      | Algerien              | Sierra Leone          | 0:0       | Fußball-Afrikameisterschaft 2022 Vorrunde                  |                                      |
| 16.01.2022 in Douala      | Elfenbeinküste        | Sierra Leone          | 2:2       | Fußball-Afrikameisterschaft 2022 Vorrunde                  |                                      |
| 20.01.2022 in Limbe       | Sierra Leone          | Äquatorialguinea      | 0:1       | Fußball-Afrikameisterschaft 2022 Vorrunde                  |                                      |
| 23.03.2022 in Lomé        | Togo                  | Sierra Leone          | 3:0       |                                                            |                                      |
| 27.03.2022 in Monrovia    | Liberia               | Sierra Leone          | 0:1       |                                                            |                                      |
| 29.03.2022 in Brazzaville | Republik Kongo        | Sierra Leone          | 1:2       |                                                            |                                      |
| 09.06.2022 in Abuja       | Nigeria               | Sierra Leone          | 2:1       | Qualifikation zum Afrika-Cup 2024                          |                                      |
| 13.06.2022 in Freetown    | Sierra Leone          | Guinea-Bissau         | 2:2       | Qualifikation zum Afrika-Cup 2024                          |                                      |
| 24.07.2022 in Marrakesch  | Sierra Leone          | Kap Verde             | 2:0       | Qualifikation zur Afrikanischen Nationenmeisterschaft 2023 |                                      |
| 27.08.2022                | Sierra Leone          | Mali                  | 1:2       | Qualifikation zur Afrikanischen Nationenmeisterschaft 2023 |                                      |
| 03.09.2022                | Mali                  | Sierra Leone          | 2:0       | Qualifikation zur Afrikanischen Nationenmeisterschaft 2023 |                                      |
| 22.03.2023 in Agadir      | Sierra Leone          | São Tomé und Príncipe | 2:2       | Qualifikation zum Afrika-Cup 2024                          |                                      |
| 26.03.2023 in Agadir      | São Tomé und Príncipe | Sierra Leone          | 0:2       | Qualifikation zum Afrika-Cup 2024                          |                                      |
| 18.06.2023 in Monrovia    | Sierra Leone          | Nigeria               | 2:3       | Qualifikation zum Afrika-Cup 2024                          |                                      |
| 11.09.2023 in Bissau      | Guinea-Bissau         | Sierra Leone          | 2:1       | Qualifikation zum Afrika-Cup 2024                          |                                      |
| 17.10.2023                | Benin                 | Sierra Leone          | 1:1       |                                                            |                                      |
| 15.11.2023 in El Jadida   | Äthiopien             | Sierra Leone          | 0:0       | Qualifikation zur Fußball-Weltmeisterschaft 2026           |                                      |
| 19.11.2023 in Monrovia    | Sierra Leone          | Ägypten               | 0:2 (0:1) | Qualifikation zur Fußball-Weltmeisterschaft 2026           |                                      |
| 11.01.2024 in San-Pédro   | Sierra Leone          | Marokko               | 1:3 (1:2) |                                                            |                                      |
| 05.06.2024 in El Jadida   | Sierra Leone          | Dschibuti             | 2:1 (1:1) | Qualifikation zur Fußball-Weltmeisterschaft 2026           | Erstes Länderspiel gegen Dschibuti   |
| 11.06.2024 in Bamako      | Burkina Faso          | Sierra Leone          | 2:2 (2:0) | Qualifikation zur Fußball-Weltmeisterschaft 2026           |                                      |
| 20.03.2025 in Monrovia    | Sierra Leone          | Guinea-Bissau         | 3:1 (1:0) | Qualifikation zur Fußball-Weltmeisterschaft 2026           |                                      |
| 25.03.2025 in Kairo       | Ägypten               | Sierra Leone          | 1:0 (1:0) | Qualifikation zur Fußball-Weltmeisterschaft 2026           |                                      |